# Beau Hoopman
Beau Hoopman (* 1. Oktober 1980 in Sheboygan) ist ein ehemaliger US-amerikanischer Ruderer und Olympiasieger im Achter 2004.
Der 1,93 m große Beau Hoopman war mit dem US-Achter Zweitplatzierter bei der U23-Weltregatta 2001 und siegte 2002. Nachdem Hoopman mit dem amerikanischen Vierer ohne Steuermann beim Ruder-Weltcup 2004 in Luzern gesiegt hatte, rückte er in den US-Achter für die Olympischen Spiele auf. Bei der Olympiaregatta 2004 erkämpfte der US-Achter die Goldmedaille, die erste Goldmedaille für den US-Achter seit 1964. Bei den Ruder-Weltmeisterschaften 2005 trat Hoopman in zwei Bootsklassen an, er gewann den Titel mit dem Achter und belegte im Vierer ohne Steuermann den fünften Platz. 2006 in Eton gewann er mit dem Achter die Bronzemedaille. Nach einem achten Platz mit dem Vierer ohne Steuermann bei den Weltmeisterschaften 2007 kehrte Hoopman für die Olympischen Spiele 2008 in den Achter zurück und gewann mit dem Großboot die Bronzemedaille. Nach dem neunten Platz mit dem Achter bei den Weltmeisterschaften 2009 endete Hoopmans internationale Karriere.